# كوهي تيزوكا
كوهي تيزوكا (باليابانية: 手塚 康平) (6 أبريل 1996 في توتشيغي في اليابان – )؛ هو لاعب كرة قدم سابق كان يلعب كلاعب وسط.

## وصلات خارجية
- كوهي تيزوكا على موقع رابطة كرة القدم اليابانية للمحترفين (اليابانية)
- كوهي تيزوكا على موقع قاعدة بيانات كرة القدم.إي يو (الإنجليزية)
- كوهي تيزوكا على موقع Soccerway.com (الإنجليزية)
- كوهي تيزوكا على موقع عالم كرة القدم.نت (الإنجليزية)